# Doce Tonadas para Piano
Doce Tonadas de carácter popular chileno es una obra para piano solo compuesta entre 1918 y 1922 por el compositor chileno Pedro Humberto Allende.

## Estructura
La forma de la tonada popular chilena es la de una canción de carácter lento o moderado (no es común su rapidez puesto que no es bailable y, más bien, enfatiza el texto y la música). Se compone de estrofas que en estilo popular permite una diversidad de rimas, aunque prevalece la cuarteta, seguida de un estribillo en tiempo más ágil. Entre la repetición de las estrofas, y como introducción, la música popular folclórica tiende a realizar pasajes con solos de guitarra, generalmente rasgueados.
En lo esencial, Pedro Humberto Allende mantiene estos elementos, utilizándolos y transformándolos, para enriquecerlos, sin que la originalidad que se vierte en sus tonadas, contradiga o niegue las substancias folclóricas que están presentes en su arte.
El estudio acucioso y la reiterada observación de los intérpretes populares, permitieron a Pedro Humberto Allende captar con justeza cómo la rítmica popular no se ajusta en la música criolla. De ahí la reiteración con que recurre en los tiempos lentos de sus tonadas al compás de 7/8 o a la irregularidad de las estrofas. En los tiempos vivos conserva la medida en 6/8, manteniendo el toque folclórico tradicional.

## Antecedentes históricos
Allende comenzó a escribir las tonadas luego de terminar su trabajo para piano Miniaturas Griegas —la primera de las tonadas, la N.º 4 de la serie, fue concluida en 1918; la última de ellas fue compuesta en 1922 y, paradójicamente, fue rotulada como la N.º 1.
El sello SVR publicó el disco Bicentenario de la Guitarra Chilena, vol. 1 (2009), donde el destacado guitarrista chileno Luis Orlandini interpretó sus propias transcripciones de las tonadas N.º 4, 5 y 6 (1985).